# Рыбачье (Крым)
Рыба́чье (до 1945 года Туа́к; укр. Рибаче, крымскотат. Tuvaq, Тувакъ) — село на юго-восточном побережье Крыма. Входит в Городской округ Алушта Республики Крым (согласно административно-территориальному делению Украины — входит в состав Малореченского сельского совета Алуштинского горсовета Автономной Республики Крым).

## Население
| 2001 | 2014  |
| ---- | ----- |
| 1273 | ↗1414 |

Всеукраинская перепись 2001 года показала следующее распределение по носителям языка:
| Язык             | Число жит. | Процент |
| ---------------- | ---------- | ------- |
| русский          | 1081       | 84,92   |
| крымскотатарский | 95         | 7,46    |
| украинский       | 79         | 6,21    |
| армянский        | 6          | 0,47    |
| белорусский      | 4          | 0,31    |

### Динамика численности
| - 1805 год — 203 чел. - 1864 год — 433 чел. - 1886 год — 638 чел. - 1889 год — 657 чел. - 1892 год — 862 чел. - 1897 год — 1074 чел. - 1902 год — 1070 чел. | - 1915 год — 1178/63 чел. - 1926 год — 1334 чел. - 1939 год — 1508 чел. - 1989 год — 1211 чел. - 2001 год — 1273 чел. - 2009 год — 1316 чел. - 2014 год — 1414 чел. |

## География
Рыбачье расположено на юго-восточном берегу Крыма на побережье Чёрного моря. Через село протекают реки Алачук и Андус, которые сливаются в пределах села и впадают в море в его центре, высота центра села над уровнем моря 17 м. Село находится в котловине невысоких гор: Сайнын-Бурну (338 м), Хумсал (239 м) и Янтуру (343 м). Расстояние до Алушты около 30 километров (по шоссе), ближайшая железнодорожная станция — Симферополь-Пассажирский — примерно в 70 километрах. Ближайший населённый пункт Малореченское, в 5 километрах ближе к Алуште. Транспортное сообщение осуществляется по региональной автодороге 35К-005 Алушта — Судак (по украинской классификации — P-29).

## Современное состояние
На 2018 год в Рыбачьем числится 18 улиц и 3 переулка; на 2009 год, по данным сельсовета, село занимало площадь 613,5 гектара на которой проживало 1316 человек. В селе действует общеобразовательная школа, детсад «Барвинок», сельский клуб, библиотека, фельдшерско-акушерский пункт, церковь Покрова Пресвятой Богородицы, зарегистрирована мусульманская религиозная община. Село связано автобусным сообщением с Алуштой.

## История
Существует мнение, что Туак возник в начале нашей эры, и был заселён греками из Византии в VIII веке (периода иконоборчества), но достоверных подтверждений этому пока нет.
Известно, что в 1365 году побережье захватили генуэзцы и закрепили за собой договором консула Каффы Джанноне дель Боско с наместником Солхата Элиас-Беем Солхатским в 1381 году, согласно которому «гористая южная часть Крыма к северо-востоку от Балаклавы», с её поселениями и народом, который суть христиане, полностью переходила во владение генуэзцев. В самом договоре поселения, входившие в Солдайское консульство, не названы; по записям в более поздних документах, грамотах 1385 и последующих годов, историки придерживаются двух версий идентификации Туака: по одной это (итал. casale de Buzult), по другой — (итал. casale de lo Sdaffo). После разгрома Кафы османами в 1475 году селение было включено в состав Судакского кадылыка санджака Кефе (до 1558 года, в 1558—1774 годах — эялета) империи. По материалам переписи Кефинского санджака 1520 года в селении Дувак проживали 2 мусульманских семьи, христиан же 12 семей и 2 семьи, потерявших мужчину-кормильца — 68 христиан (12 дворов) и два двора мусульман с 10 жителями. По переписи 1542 года мусульманских семей также 2, а немусульманских 9 и 9 неженатых мужчин; по сведениям за тот год виноградарство давало 21 % налоговых поступлений селения (54 христианина и те же 10 мусульман). По налоговым ведомостям 1634 года в селении числился 51 двор немусульман, из которых недавно прибывших в Тувак 11: из Куру-Узеня — 6, из Ускута и Кучук-Узеня — по 2 и из Демирджи — 1 двор. В Сартану выселился 1 двор. Согласно Джизйе дефтера Лива-и Кефе (Османским налоговым ведомостям) 1652 года в селении Тувак кадылыка Сугдак перечислены 35 имён и фамилий глав семейств налогоплательщиков-христиан. В XVII веке на южном побережье Крыма начинает активно распространяться ислам. Документальное упоминание селения встречается в «Османском реестре земельных владений Южного Крыма 1680-х годов», согласно которомуТувак входил в Судакский кадылык эялета Кефе. Всего упомянуто 96 землевладельцев, из которых 32 иноверца, владевших 3165,5 дёнюмами земли. После обретения ханством независимости по Кючук-Кайнарджийскому мирному договору 1774 года «повелительным актом» Шагин-Гирея 1775 года селение было включено в Крымское ханство, в состав Бакчи-сарайского каймаканства Мангупскаго кадылыка, что зафиксировано и в Камеральном Описании Крыма… 1784 года. В ведомостях о выведенных из Крыма в Приазовье христианах" А. В. Суворова от 18 сентября 1778 года и митрополита Игнатия Туак не значится, но в ханских ведомостях учёта имущества выселенных христиан в Туаке упоминается разрушенный дом грека Горгора и 2 виноградника и пашня Акрыта Чолбарака из Кучук-Узени (Кучук Озенли Акрыта).

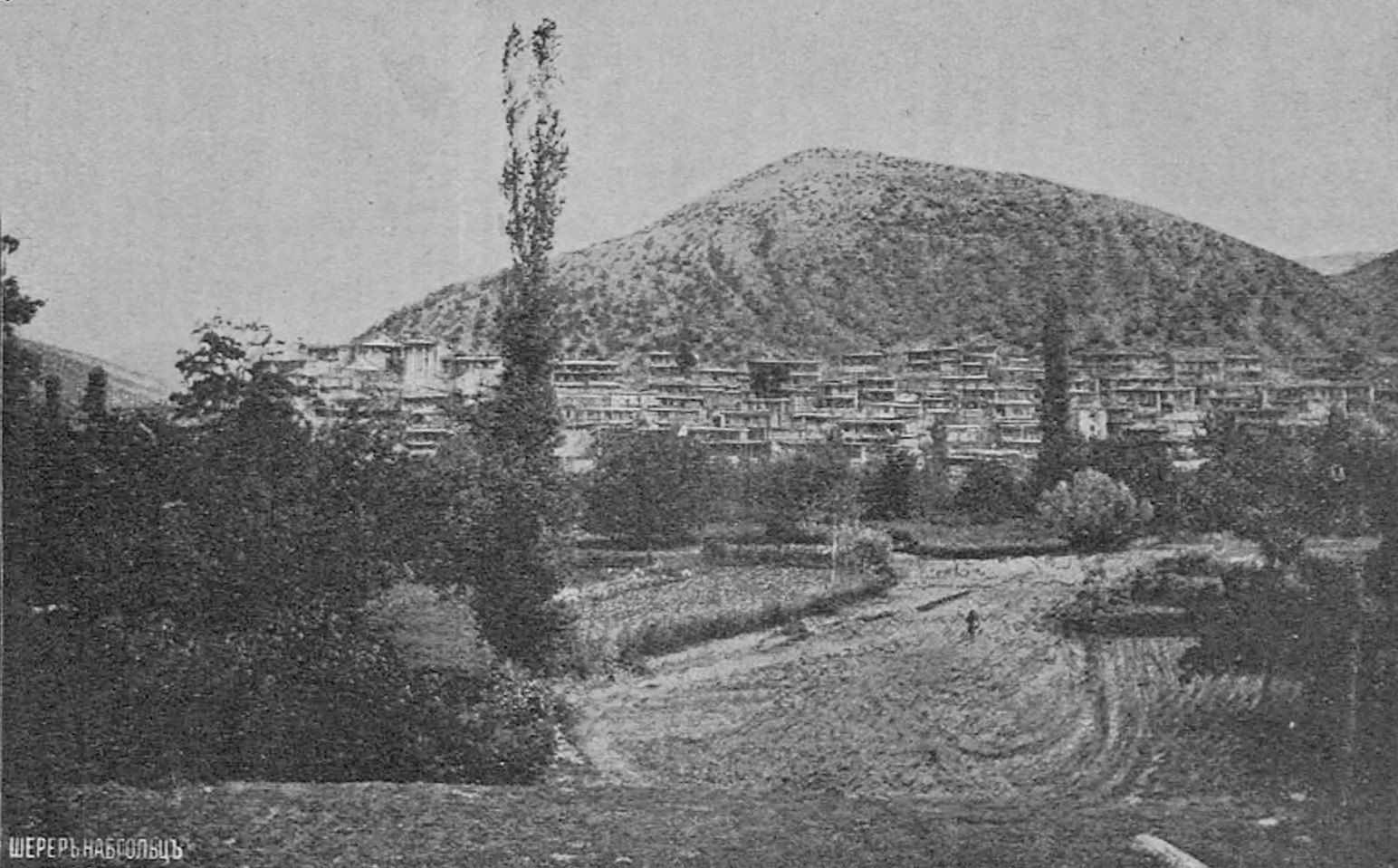
Туак, из путеводителя Безчинского 1902 года.

После присоединения Крыма к России (8) 19 апреля 1783 года, (8) 19 февраля 1784 года, именным указом Екатерины II сенату, на территории бывшего Крымского Ханства была образована Таврическая область и деревня была приписана к Симферопольскому уезду. С началом Русско-турецкой войны 1787—1791 годов, в феврале 1788 года производилось выселение крымских татар из прибрежных селений во внутренние районы полуострова, в том числе и из Туака. В конце войны, 14 августа 1791 года всем было разрешено вернуться на место прежнего жительства. После Павловских реформ, с 1796 по 1802 год, входила в Акмечетский уезд Новороссийской губернии. По новому административному делению, после создания 8 (20) октября 1802 года Таврической губернии, Туак был включён в состав Аргинской волости Симферопольского уезда.
По Ведомости о числе селений, названиях оных, в них дворов… состоящих в Симферопольском уезде от 14 октября 1805 года, в деревне Тувак числилось 35 дворов и 203 жителя, исключительно крымских татар. На военно-топографической карте генерал-майора Мухина 1817 года деревня Туак обозначена с 60 дворами. После реформы волостного деления 1829 года Тувак, согласно «Ведомости о казённых волостях Таврической губернии 1829 г» передали из Аргинской волости в состав Алуштинской.
Именным указом Николая I от 23 марта(по старому стилю) 1838 года, 15 апреля был образован новый Ялтинский уезд и южнобережную часть Алуштинской волости передали в его состав (Алуштинская волость Ялтинского уезда). На карте 1836 года в деревне 60 дворов, как и на карте 1842 года.
В 1860-х годах, после земской реформы Александра II, деревня осталась в составе Алуштинской волости. Согласно «Списку населённых мест Таврической губернии по сведениям 1864 года», составленному по результатам VIII ревизии 1864 года, Тувак — казённая татарская деревня, с 54 дворами, 433 жителями и мечетью при речке Суук-Су. На трёхверстовой карте Шуберта 1865—1876 года в деревне Туак обозначено уже 76 дворов. На 1886 год в деревне Тувак при речке Алочик-Узень, согласно справочнику «Волости и важнѣйшія селенія Европейской Россіи», проживало 638 человек в 132 домохозяйствах, действовала мечеть. По «Памятной книге Таврической губернии 1889 года», по результатам Х ревизии 1887 года, в деревне Тувак числилось 136 дворов и 657 жителей. По «…Памятной книжке Таврической губернии на 1892 год» в Туваке, составлявшем Тувакское сельское общество, числилось 862 жителя в 115 домохозяйствах, а на верстовой карте 1893 года в деревне Туак обозначено 136 дворов с татарским населением.
После земской реформы 1890-х годов, которая в Ялтинском уезде прошла после 1892 года деревню передали в состав новой Кучук-Узеньской волости Ялтинского уезда. Перепись 1897 года зафиксировала в деревне Тувак 1074 жителя, из которых 1020 мусульман (крымские татары). По «…Памятной книжке Таврической губернии на 1902 год» в деревне Тувак, составлявшей Тувакское сельское общество, числилось 1070 жителей в 160 домохозяйствах. По Статистическому справочнику Таврической губернии. Ч.II-я. Статистический очерк, выпуск восьмой Ялтинский уезд, 1915 год, в селе Туак Кучук-Узеньской волости Ялтинского уезда, числилось 287 дворов с татарским населением в количестве 1178 человек приписных жителей и 63 — «посторонних».
После установления в Крыму Советской власти, по постановлению Крымревкома от 8 января 1921 года была упразднена волостная система и село подчинили Ялтинскому району Ялтинского уезда. В 1922 году уезды получили название округов, из Ялтинского был выделен Алуштинский район, а, декретом ВЦИК от 4 сентября 1924 года Алуштинский район был упразднён и село вновь присоединили к Ялтинскому. Согласно Списку населённых пунктов Крымской АССР по Всесоюзной переписи 17 декабря 1926 года, в селе Туак, центре Туакского сельсовета Ялтинского района, числилось 317 дворов, все крестьянские, население составляло 1334 человека, из них 1281 крымский татарин, 30 русских, 4 белоруса, 1 украинец, 1 грек, 17 записаны в графе «прочие», действовала татарская школы. На 1928 год, согласно Атласу СССР 1928 года, село входило в Карасубазарский район. Постановлением ВЦИК от 30 октября 1930 года был образован Алуштинский татарский национальный район (по другим данным — в 1937 году), село включили в его состав. По данным всесоюзной переписи населения 1939 года в селе проживало 1508 человек. В предвоенные годы село делилось на шесть кварталов (маалле): Дере-маалле, Орта-маалле, Юхары-маалле, Ашагъы-маалле, Хашы-маалле, Хабур-маалле, на окраинах были три азиза — Баш-дюрбе, Гобек-дюрбе, Айакъ-дюрбе.

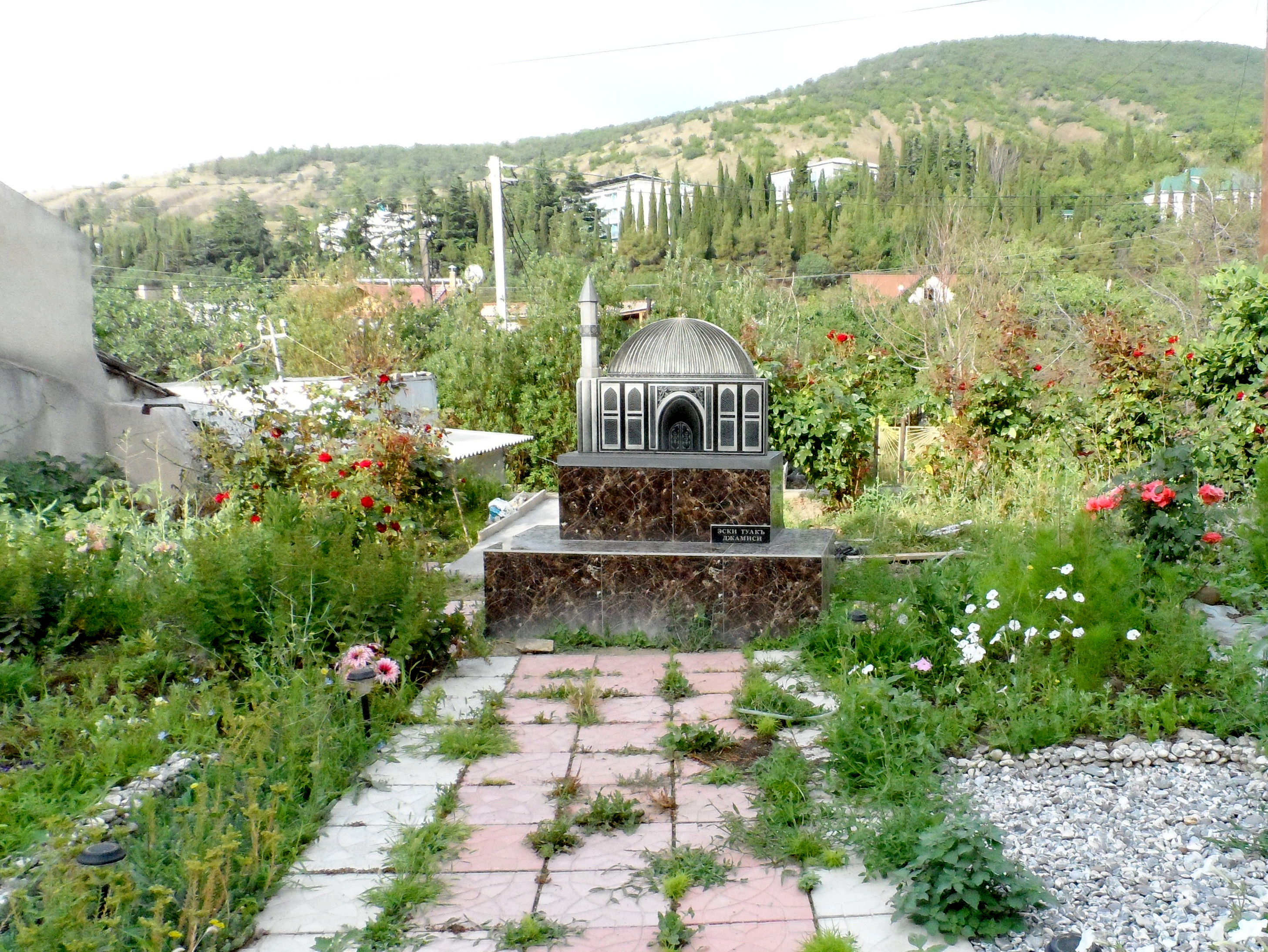
Памятник на месте Старой мечети. Мечеть разрушена после депортации крымских татар.

В 1944 году, после освобождения Крыма от фашистов, согласно Постановлению ГКО № 5859 от 11 мая 1944 года, 18 мая крымские татары были депортированы в Среднюю Азию: на 15 мая 1944 года подлежало выселению 251 семья крымских татар: всего 1395 жителей, из них мужчин — 346, женщин 601, детей — 448 человек. 18 мая 1944 года была выселена 341 семья татар, всего 1372 человека, принято на учёт 267 домов спецпереселенцев. 12 августа 1944 года было принято постановление № ГОКО-6372с «О переселении колхозников в районы Крыма», по которому в Алуштинский район из Краснодарского края переселялось 7500 человек, в том числе и в опустевший Туак — 300 семей. Некоторые вскоре выезжали, за 1944—1945 год из них осталось только 84 семьи. (В 1946 году прибыло ещё пять семей, в 1950 году — одиннадцать, в 1951 году — десять семей). В начале 1950-х годов последовала вторая волна переселенцев из различных областей Украины.
Указом Президиума Верховного Совета РСФСР от 21 августа 1945 года Туак был переименован в Рыбачье и Туакский сельсовет — в Рыбачьевский. С 25 июня 1946 года Рыбачье в составе Крымской области РСФСР, а 26 апреля 1954 года Крымская область была передана из состава РСФСР в состав УССР. Время упразднения сельсовета пока не установлено: на 15 июня 1960 года село уже в составе Малореченского сельсовета. 1 января 1965 года, указом Президиума ВС УССР «О внесении изменений в административное районирование УССР — по Крымской области», Алуштинский район был преобразован в Алуштинский горсовет и село включили в его состав. По данным переписи 1989 года в селе проживало 1211 человек. С 12 февраля 1991 года село в восстановленной Крымской АССР, 26 февраля 1992 года переименованной в Автономную Республику Крым. С 21 марта 2014 года — в составе Республики Крым России, с 5 июня 2014 года — в Городском округе Алушта.

## Галерея

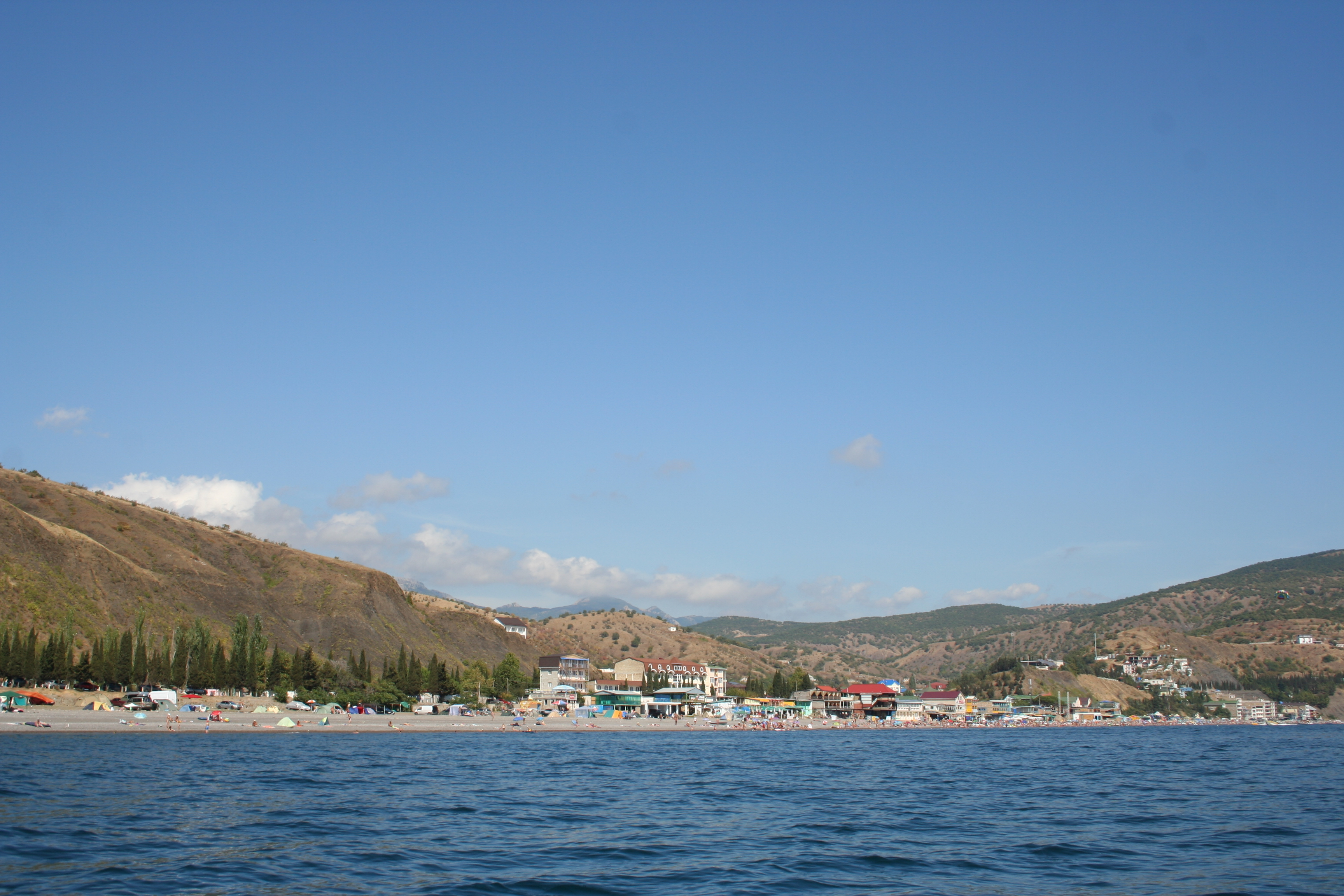
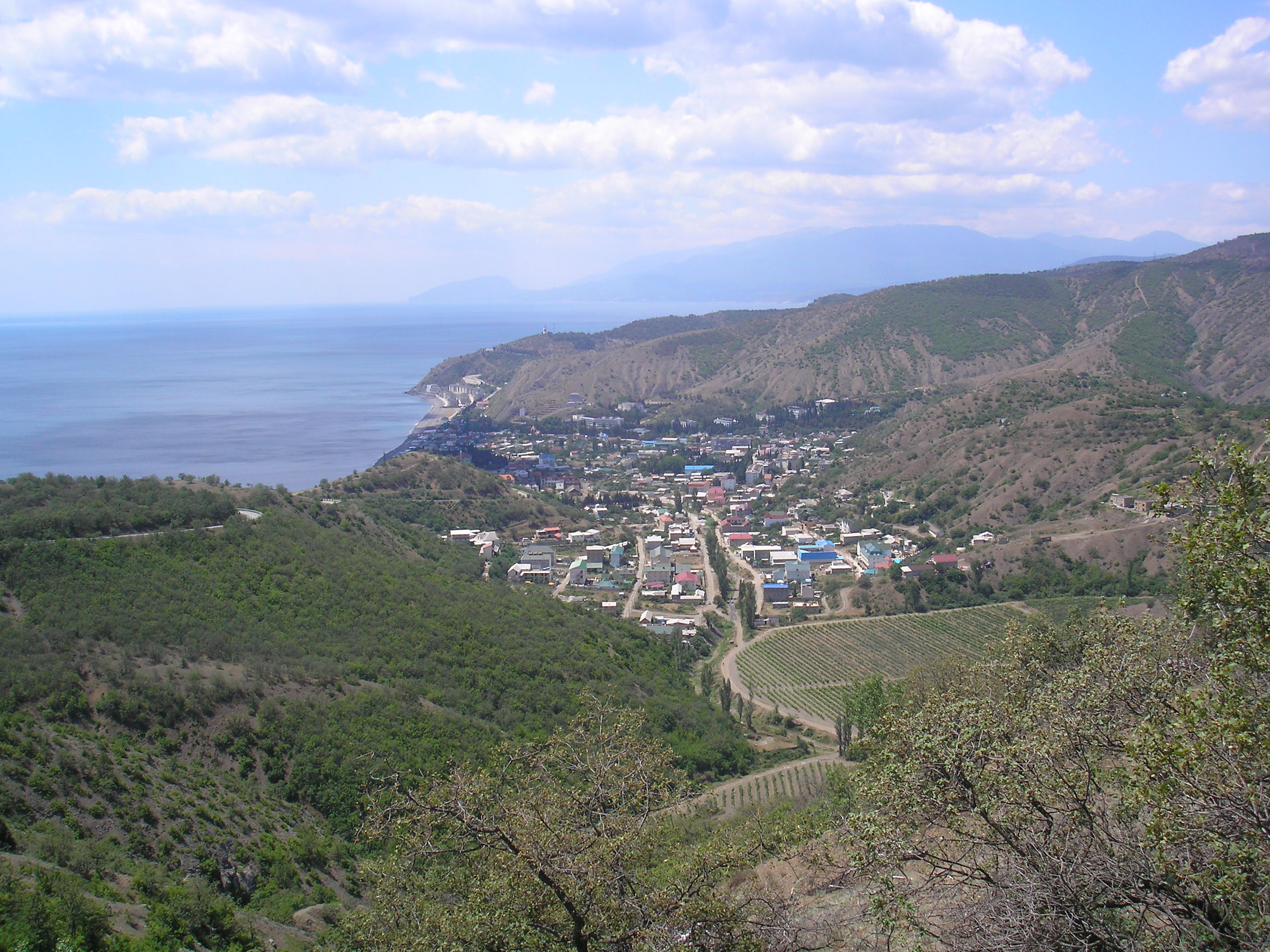
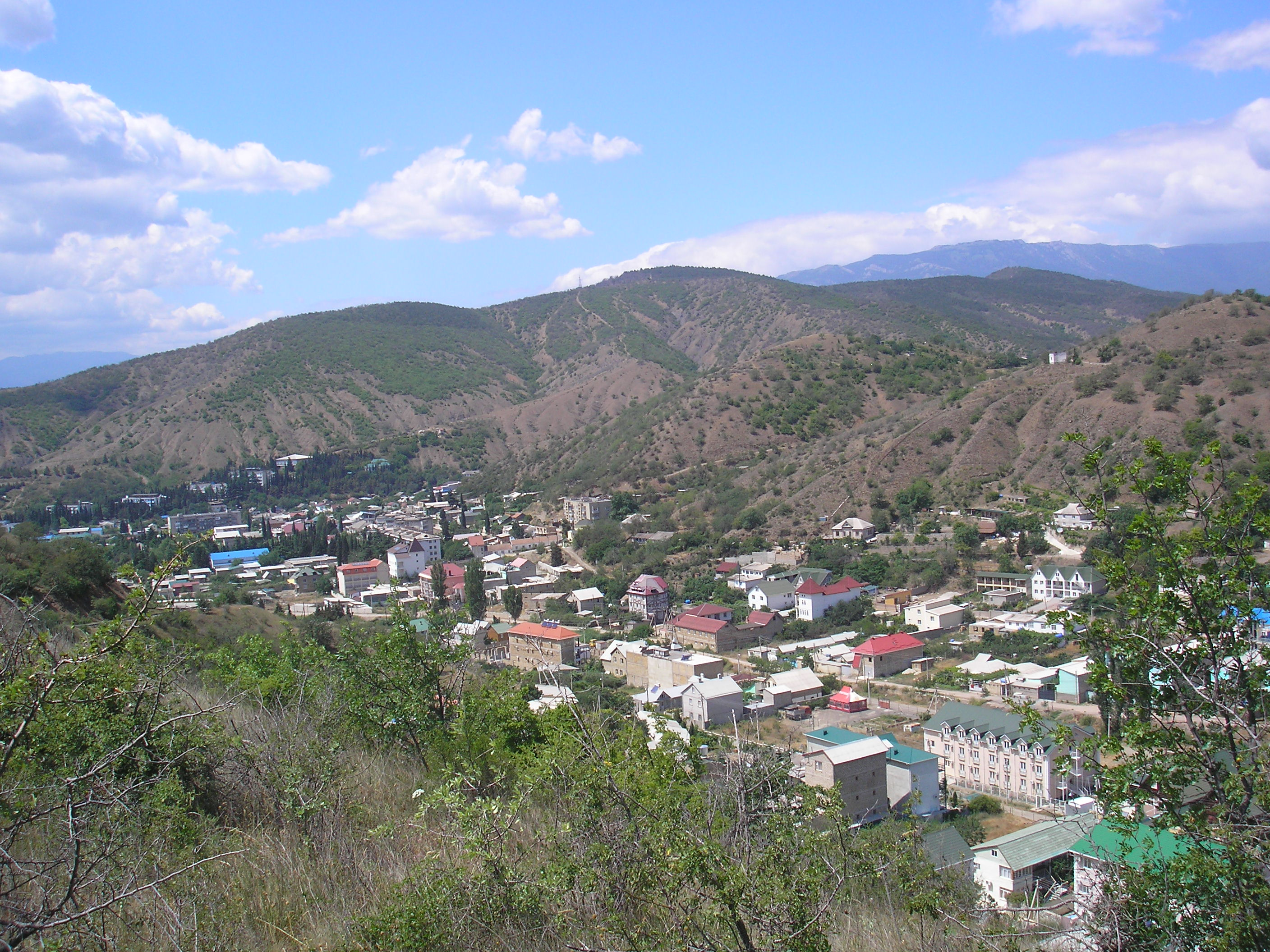
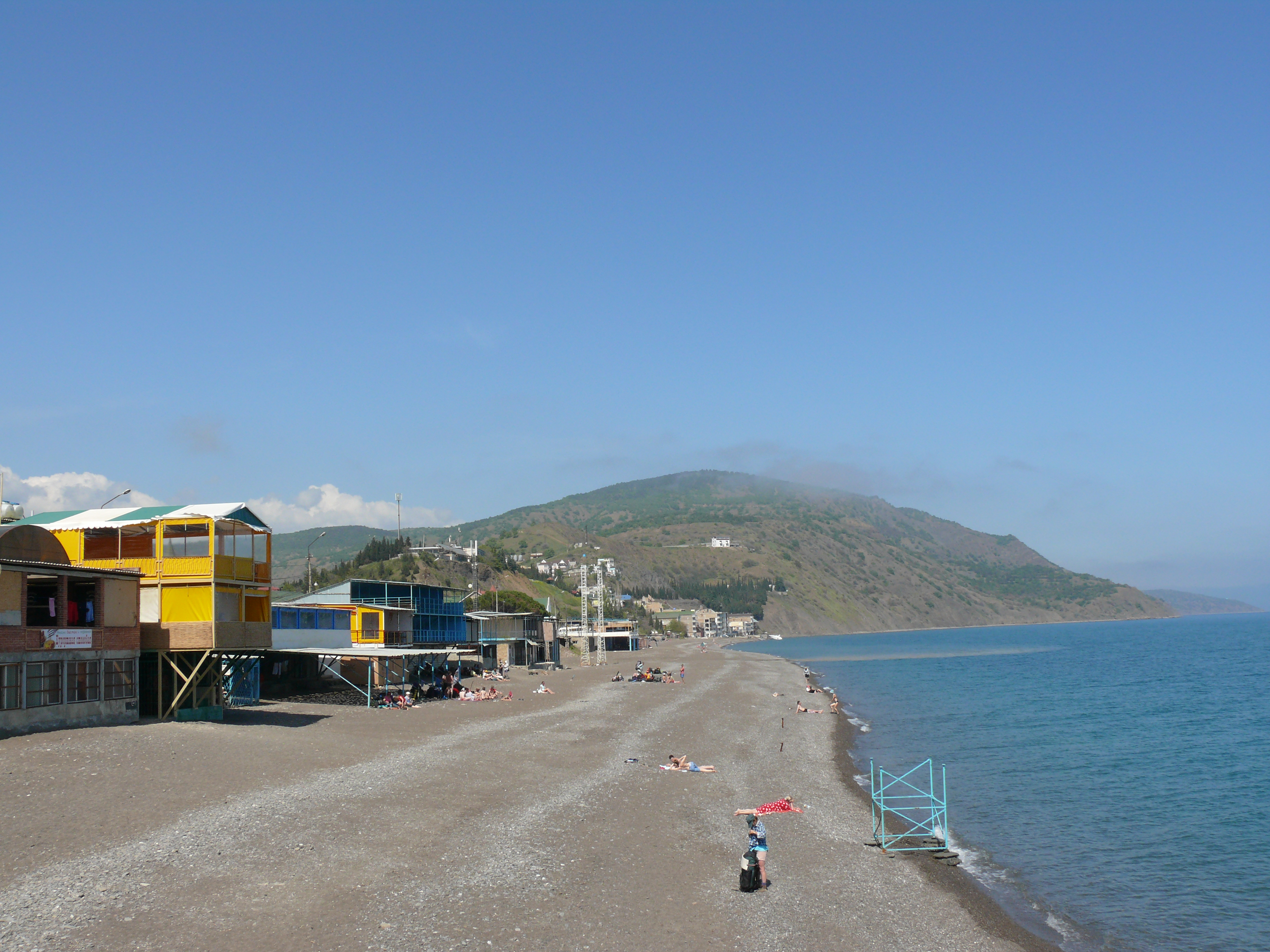